# Sächsischer Schwimm-Verband
Der Sächsische Schwimm-Verband e.V. (SSV) ist der Landesschwimmverband des Freistaates Sachsen.
Der Landesschwimmverband wurde am 22. September 1990 in Dresden gegründet. Die Geschäftsstelle befindet sich heute im Leipziger „Haus des Sports“. Der SSV ist Mitglied im Deutschen Schwimm-Verband, im Süddeutschen Schwimmverband und im Landessportbund Sachsen. Am 1. Januar 2020 hatte er rund 16.500 Mitglieder in 92 Schwimmvereinen bzw. Abteilungen. Präsident des SSV ist Wolfram Sperling.
Der Sächsische Schwimm-Verband ist unter anderem für die Förderung der vier Fachsparten Schwimmen, Wasserspringen, Wasserball und Synchronschwimmen verantwortlich. Untergliedert ist er in drei „Schwimmbezirke“, deren Grenzen sich an denen der ehemaligen Regierungsbezirke Sachsens orientieren. Demnach gibt es unterhalb des Sächsischen Schwimm-Verbandes die Schwimmbezirke Dresden (ca. 40 Vereine), Leipzig (ca. 30 Vereine) und Südwestsachsen (ca. 30 Vereine).